# Atentado a la embajada de España en Kabul de 2015
Entre el 11 y el 12 de diciembre de 2015, se produjo un atentado a la embajada de España en Kabul, en la entonces República Islámica de Afganistán, perpetrado por talibanes, que causó la muerte a 10 personas.

## Ataque
A las 15:50 (hora local) del 11 de diciembre, se produce una explosión en el barrio de Sherpur, Kabul, en la zona en la que se localizan las misiones diplomáticas de varios países, entre ellas, la embajada de España, objetivo del ataque. Los atacantes entraron en combate contra las fuerzas del Cuerpo Nacional de Policía desplegadas en la embajada, así como, la Policía de Afganistán, el Ejército de Afganistán y el Ejército Noruego y de Estados Unidos, desplegados en la ISAF de la OTAN, que repelieron el ataque y, finalmente, logran la captura y muerte de los asaltantes, así como, la liberación del personal recluido en un búnker. El ataque duró más de doce horas, prolongándose hasta la madrugada del 12 de diciembre.
Entre los fallecidos se encuentran dos miembros del CNP, el agente de las UIP Isidro Gabino San Martín Hernández, y el subinspector Jorge García Tudela. El funeral de ambos se celebró en la explanada de la comisaría de canillas, Madrid, y fue oficiada por el arzobispo castrense, Juan del Río Martín, con presencia de los Reyes de España, Felipe VI y Letizia.

El ataque era contra nuestra embajada y quien diga lo contrario miente.
José Manuel Sánchez Fornet, Agente del CNP.

## Perpetrador
Zahibulá Muyahid, portavoz de los talibanes, afirmó en Twitter que fue un ataque suicida, señalando que «la guerra sigue a buen ritmo».